# Spilosoma heringi
Spilosoma heringi är en fjärilsart som beskrevs av Daniel 1943. Spilosoma heringi ingår i släktet Spilosoma och familjen björnspinnare. Inga underarter finns listade i Catalogue of Life.